# اوومیست
اوومیسِت یا آب‌کپک (Oomycetes) سازواره‌هایی یوکاریوتی و قارچ‌مانند هستند که برای رشدونمو وابسته به آب هستند و اغلب در سطح آب توده‌ای جُلینه تولید می‌کنند.کپک‌های آبی، زنگهای گندم و سفیدک مو جزء قارچهای تخمی به شمار می‌آیند. پیکر این قارچها از رشته‌های باریک تشکیل شده و هسته‌ها در سیتوپلاسم پراکنده‌اند.
در دیواره آنها بر خلاف سایر قارچها که از کیتین تشکیل شده است، سلولز مشاهده می‌گردد.